# Farmacolite
La farmacolite (simbolo IMA: Pmc) è un minerale del gruppo del gesso appartenente alla famiglia dei "fosfati, arseniati e vanadati" con composizione chimica Ca(AsO3OH) • 2H2O.
Da un punto di vista chimico è un arseniato acido idrato di calcio.

## Etimologia e storia
Il minerale è stato chiamato in questo modo nel 1800 dal mineralogista tedesco Dietrich Ludwig Gustav Karsten (1768 - 1810), che usò la parola greca φάρμακον ('pharmakon', ossia 'veleno', ma anche 'farmaco' o 'medicinale'), in allusione alla sua composizione, che contiene arsenico.

## Classificazione
La classica nona edizione della sistematica dei minerali di Strunz, aggiornata dall'Associazione Mineralogica Internazionale (IMA) fino al 2009, elenca la farmacolite nella classe "8. Fosfati, arseniati, vanadati" e nella sottoclasse "8.C Fosfati senza anioni aggiuntivi, con H2O"; questa viene più finemente suddivisa in base alla dimensione dei cationi e del rapporto fosfato/arsenato/vanadato:acqua presente nel minerale, in modo tale che la farmacolite possa essere trovata nella sezione "8.CH Con cationi di media e grande dimensione, RO4:H2O < 1:1" dove insieme a ardealite, brushite, churchite-(Nd) e churchite-(Y) forma il sistema nº 8.CJ.50.
Questa classificazione viene mantenuta invariata anche nell'edizione successiva, proseguita dal database "mindat.org" e chiamata Classificazione Strunz-mindat.
Nella Sistematica dei lapis (Lapis-Systematik) di Stefan Weiß la farmacolite si trova nella classe dei "fosfati, arseniati e vanadati" e nella sottoclasse dei "fosfati contenenti acqua, senza anioni estranei"; all'interno di essa si trova nella sezione dei minerali con "cationi medi e grandi: Fe-Mn-Zn-Mg e Ca-(NH4)1+" dove forma il sistema nº VII/C.25 insieme a brushite, churchite-(Y), churchite-(Nd), churchite-(Dy).
Anche la classificazione dei minerali secondo Dana, usata principalmente nel mondo anglosassone, classifica la farmacolite nella famiglia dei "fosfati, arseniati e vanadati"; qui è nella classe dei "fosfati acidi idrati ecc." e nella sottoclasse dei "fosfati acidi idrati ecc., A+[HXO4] • x(H2O)" dove forma il sistema nº 39.01.01 insieme alla brushite.

## Abito cristallino
La farmacolite cristallizza nel sistema monoclino nel gruppo spaziale Ia con le costanti di reticolo a = 5,9745 Å, b = 15,4340 Å, c = 6,2797 Å e β = 114,83°, oltre ad avere 4 unità di formula per cella unitaria.

## Origine e giacitura
La farmacolite è un minerale secondario non comune formato dall'ossidazione di minerali precedenti contenenti arsenico; la paragenesi è con picrofarmacolite, haidingerite e hörnesite.
La farmacolite è stata trovata in diversi siti sparsi per il mondo, ma non è un minerale diffuso. La sua località tipo è la miniera di "Sophia" (48.33333°N 8.33333°E), che si trova presso Rottweil nel Baden-Württemberg (Germania); numerosi gli altri siti tedeschi, sparsi in Assia, Turingia, Sassonia, Bassa Sassonia, Saarland, Renania-Palatinato e Baviera.
In Italia è stata trovata presso Lanzada e Sondalo (Lombardia); vicino a Lessolo (Piemonte); a Gonnosfanadiga (Sardegna).
Altri siti in cui la farmacolite è stata trovata si trovano in Giappone, Stati Uniti, Messico, Russia (nel Majkopskij rajon e nel Territorio della Transbajkalia), Malesia (solo per citarne alcuni); in Europa ritrovamenti in Austria, Svizzera, Polonia, Regno Unito, Slovacchia, Francia, Grecia.

## Forma in cui si presenta in natura
La farmacolite forma cristalli aciculari in ciuffetti di dimensioni fino a 1,5 cm, molto raramente cristalli singoli. La conformazione a ciuffi prende il nome di fiori d'arsenico.
Il minerale è da trasparente a traslucido, con lucentezza semi-vitrea o perlacea. Il colore è bianco o incolore, ma anche bianco grigiastro; incolore alla luce trasmessa; il colore dello striscio è bianco.

## Caratteristiche fisico-chimiche
Per quanto riguarda la coesione, i cristalli sono flessibili. È debolmente solubile in acqua, molto invece negli acidi. Va evitato il contatto con idrossido d'ammonio (NH4OH).